# Adolph Wittmaack
Adolph Wittmaack (* 30. Juni 1878 in Itzehoe als Adolph Heinrich Claus Wittmaack; † 4. November 1957 in Hamburg) war ein deutscher Kaufmann und Schriftsteller.

## Leben
Adolph Wittmaack absolvierte nach dem Besuch des Realgymnasiums in seiner Heimatstadt Itzehoe eine kaufmännische Lehre und war anschließend
als Kaufmann, später auch als Industrieller tätig. Wittmaack hielt sich zeitweise in Großbritannien auf. Daneben war er literarisch tätig: Er schrieb anfangs feuilletonistische Beiträge für Zeitschriften wie Simplicissimus, Jugend und März. Ab 1909 veröffentlichte er Romane, Erzählungen und Theaterstücke. Wittmaacks Werk ist stark geprägt von seiner Wahlheimat Hamburg. Sein erfolgreichstes Buch war der 1915 erschienene Roman Konsul Möllers Erben, in dem er die Geschichte einer Hamburger Kaufmannsfamilie schildert; in einer 1946 erschienenen, stark erweiterten Neuausgabe führte er die Handlung bis zum Ende des Zweiten Weltkriegs fort.

## Werke
- Hans Hinz Butenbrink, München 1909
- Die kleine Lüge. S. Fischer, Berlin 1911.
- Konsul Möllers Erben. S. Fischer, Berlin 1915.
- Kleine Geschichten zur Hebung der Moral, Altona [u. a.] 1919
- Der Lump, Hamburg-Finkenwerder 1920
- Nackte Götter, Berlin [u. a.] 1920
- Satiren um den Eros, Hamburg 1929
- Gott will wachsen, Leipzig 1935
- Ozean, Leipzig 1937